# Fritz Noll
Fritz Noll (Francoforte sul Meno, 27 agosto 1858 – Halle, 19 giugno 1908) è stato un botanico tedesco, autore di contributi nel campo della fisiologia vegetale.

## Biografia
Noll ha studiato storia naturale e scienze naturali presso l'Università di Würzburg, Marburgo e Heidelberg. Nel 1887 divenne assistente di Julius Sachs presso l'Università di Würzburg, e nello stesso anno ha ricevuto la sua abilitazione. Nel 1889 è stato nominato professore etatsmäßigen presso l'accademia agricola a Poppelsdorf-Bonn, nonché professore presso l'Università di Bonn. Nel 1907 divenne professore di botanica all'Università di Halle.
Con Eduard Strasburger, Heinrich Schenck e Andreas Franz Wilhelm Schimper, è stato co-autore di "Lehrbuch der Botanik für Hochschulen", un libro che è stato poi tradotto in inglese con il titolo di A Text-book of Botany (1898).

## Pubblicazioni
- Experimentelle Untersuchungen über das Wachstum der Zellmembran, 1887
- Über heterogene Induktion; Versuch eines Beitrags zur Kenntnis der Reizerscheinungen der Pflanzen, 1892
- Das Sinnesleben der Pflanzen, 1896
- Julius von Sachs : ein Nachruf, 1897
- Ueber Geotropismus, 1900
- Über das Etiolement der Pflanzen, 1901
- Zur Keimungs-Physiologie der Cucurbitaceen, 1901
- Zur Controverse über den Geotropismus, 1902
- Beobachtungen und Betrachtungen über embryonale Substanz, 1903
- "Algae and related subjects - collected works", tradotto in inglese nel 1893.[1]